# American Dreamer (2018)
American Dreamer is een Amerikaanse neo-noir thriller uit 2018 onder regie van Derrick Borte, die samen met Daniel Forte ook het scenario schreef. De hoofdrollen worden vertolkt door Jim Gaffigan, Robbie Jones, Isabel Arraiza, Tammy Blanchard, Alejandro Hernandez en Brian K. Landis.

## Verhaal
Cam werkt bij een autoverhuurbedrijf maar heeft het moeilijk om rond te komen. Vooral het betalen van alimentatie is een probleem, waardoor hij zijn zoon mogelijk niet meer kan zien. Cam krijgt de kans om een kleine drugsdealer genaamd Mazz rond te rijden voor wat extra geld. Zijn toenemende financiële problemen dwingen hem echter tot een overhaaste en wanhopige beslissing: Mazz' baby ontvoeren en losgeld eisen. Cam beseft al snel dat hij tot over zijn oren in de problemen zit, maar er is geen weg terug.

## Rolverdeling
| Acteur              | Personage    |
| ------------------- | ------------ |
| Jim Gaffigan        | Cam          |
| Robbie Jones        | Mazz         |
| Isabel Arraiza      | Marina       |
| Tammy Blanchard     | Becca        |
| Alejandro Hernandez | Gumby        |
| Brian K. Landis     | Greg         |
| Curtis Lyons        | Andre        |
| Eric D. Hill Jr.    | Dontrell     |
| Harrison Fall       | Adam         |
| Cynthia Tademy      | grootmoeder  |
| Michael Hughes      | Steve        |
| Tommy Coleman       | agent Watson |

## Release en ontvangst
American Dreamer ging op 27 september 2018 in première op het LA Film Festival en werd in de Verenigde Staten uitgebracht door Saban Films op 20 september 2019.
De film behaalde een score van 57% (14 beoordelingen) op Rotten Tomatoes. Metacritic gaf de film een score van 40 op 100 (5 beoordelingen), wat wijst op "gemengde of middelmatige recensies". De Chicago Sun-Times prees de claustrofobische docudrama-achtige regie van Derrick Borte en de acteerprestatie van Jim Gaffigan. Ook The Hollywood Reporter was positief over het regiewerk van Borte.